# مقاطعة سكوت (كنتاكي)
مقاطعة سكوت (بالإنجليزية: Scott County, Kentucky)‏ هي إحدى مقاطعات ولاية كنتاكي في الولايات المتحدة. تأسست سنة 1792، بلغ عدد سكانها 49057 نسمة في عام 2010 حسب إحصاء مكتب تعداد الولايات المتحدة وتصل الكثافة السكانية فيها 64.6 نسمة/كم2.

## أعلام
- تشارلز ألين توماس
- جورج دبليو. جونسون
- حيرام تشرتش فورد
- جون تيليماكوس جونسون
- جون أم .بالمر
- جيمس فيشر روبنسون

## وصلات خارجية
- www.scottky.com
- United States Counties